# ای‌دبلیو.۲۹
ای‌دبلیو. ۲۹ (به انگلیسی: Armstrong_Whitworth_A.W.29) یک هواگرد ملخ‌پیشین تک‌موتوره از نوع بمب‌افکن ساخت شرکت آرمسترانگ ویتورث ایرکرفت است. هواگرد ای‌دبلیو. ۲۹ نخستین پروازش را در ۶ دسامبر ۱۹۳۶ میلادی انجام داد. در مجموع، تعداد ۱ فروند از این هواگرد ساخته شده‌است.